# Dewevrea gossweileri
Dewevrea gossweileri är en ärtväxtart som beskrevs av Baker f. Dewevrea gossweileri ingår i släktet Dewevrea och familjen ärtväxter. Inga underarter finns listade i Catalogue of Life.